# Dimorphanthera
Dimorphanthera je rod rostlin z čeledi vřesovcovité. Zahrnuje asi 77 druhů a je rozšířen na východních souostrovích jihovýchodní Asie a na Nové Guineji.

## Druhy
- Dimorphanthera alba
- Dimorphanthera albida
- Dimorphanthera albiflora
- Dimorphanthera alpina
- Dimorphanthera alpivaga
- Dimorphanthera amblyornidis